# Сешед

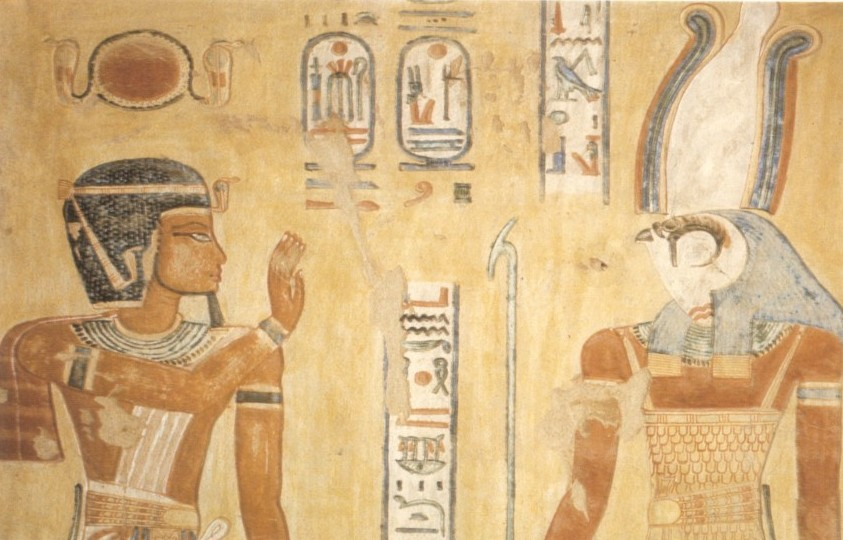
Рамсес III (зліва) в синій перуці ібес, увінчання діадемою сешед. Зображення з гробниці QV44

Сешед — давньоєгипетська золота діадема (вінець). Цей атрибут фараонів Стародавнього царства з'явився в період правління Снофру. У ті часи діадема завжди була пов'язана з короною атеф.
У пізніші часи сешед стала асоціюватися зі синьою лівійською перукою ібес, яка утримує її на місці. Основна функція сешед у цьому випадку — підтримка урея.
Сешед робили зі звичайної лляної тканини, яку обмотували навколо голови та зав'язували в задній її частині. Сешед також виготовляли із золота та срібла, які були інкрустовані коштовним камінням або кольоровим склом. Один з подібних золотих сешедів знайдений у гробниці Тутанхамона.

## Галерея

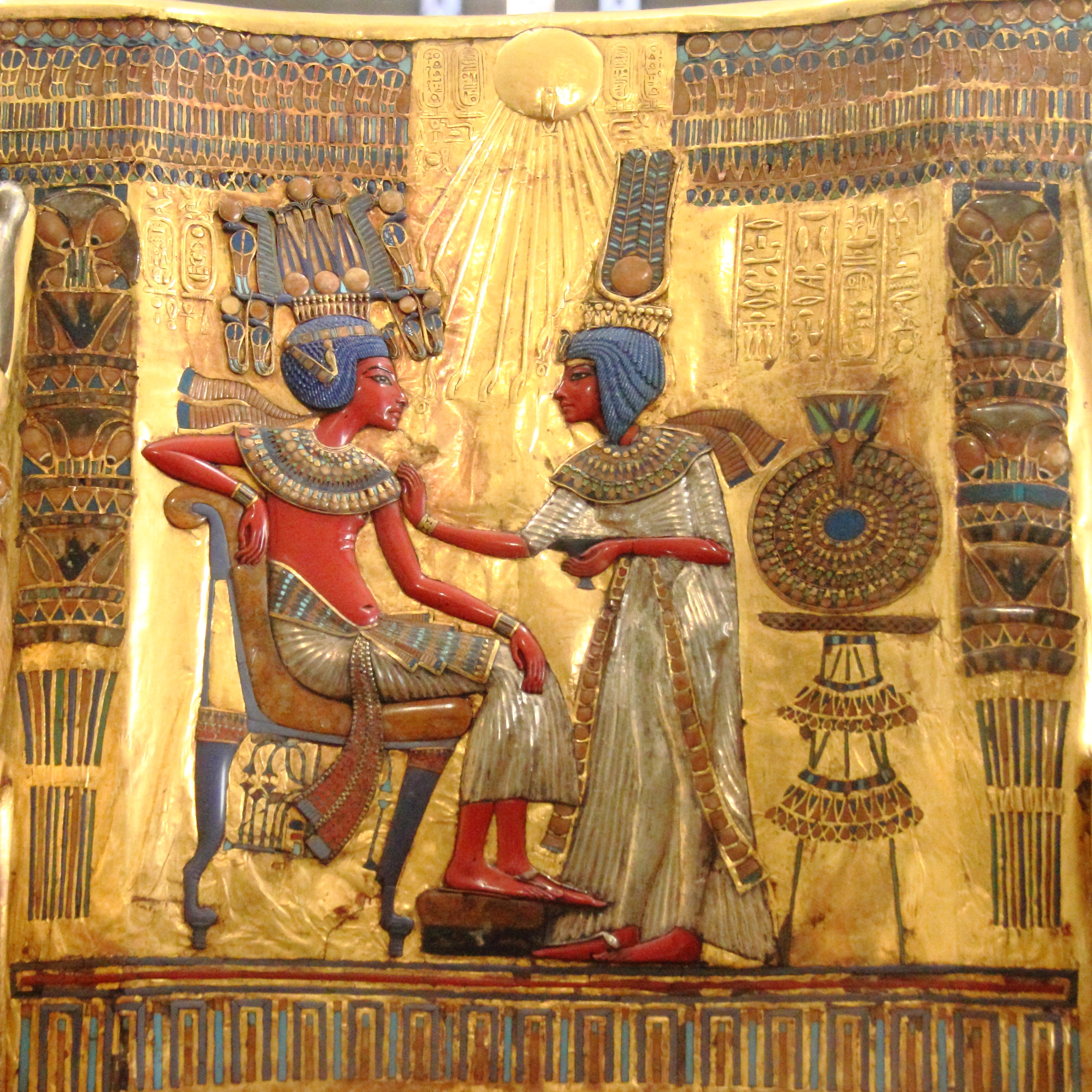
Тутанхамон (зліва) у перуці ібес із діадемою сешед; над перукою височить корона хемхемет
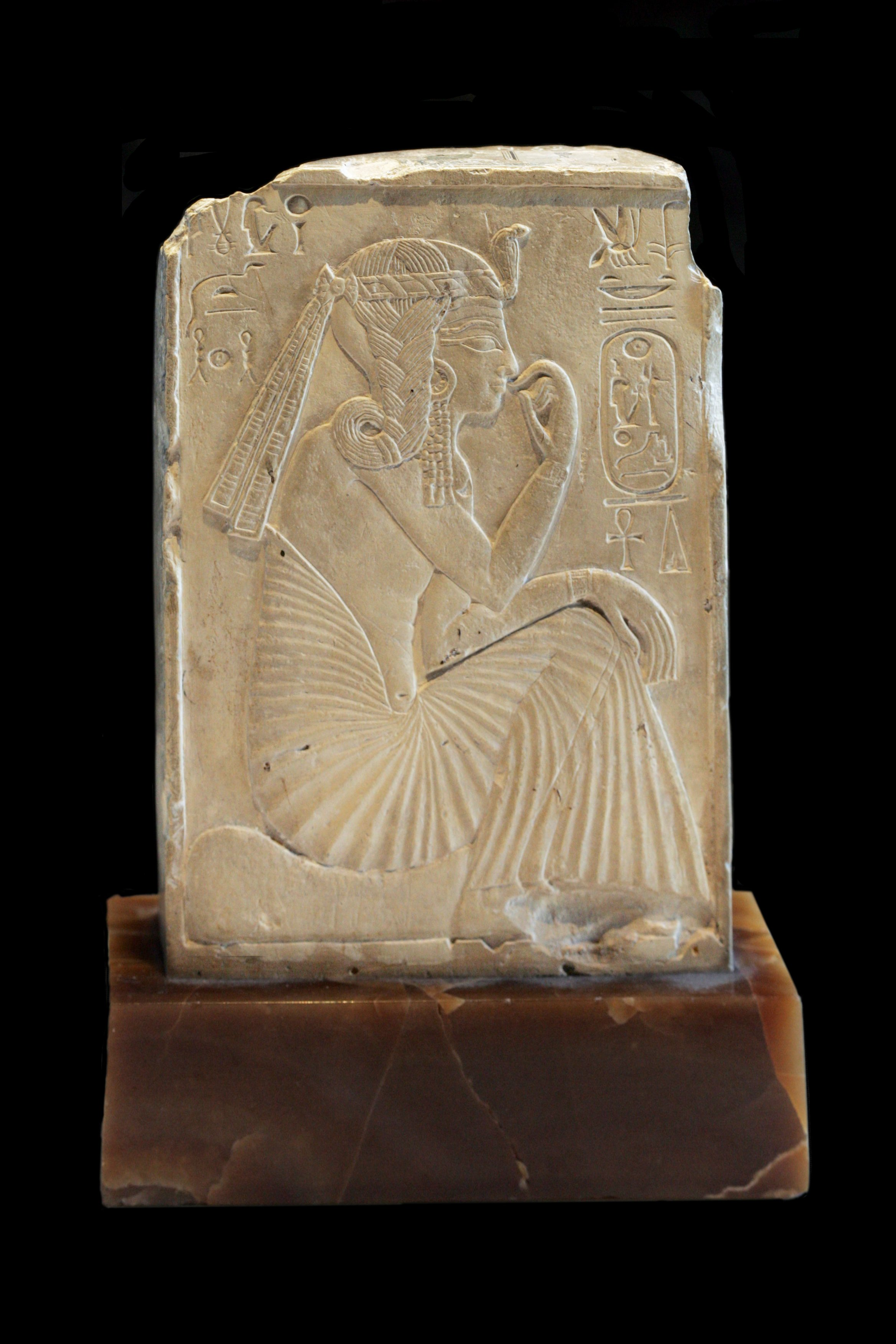
Рамсес II — дитина з діадемою сешед
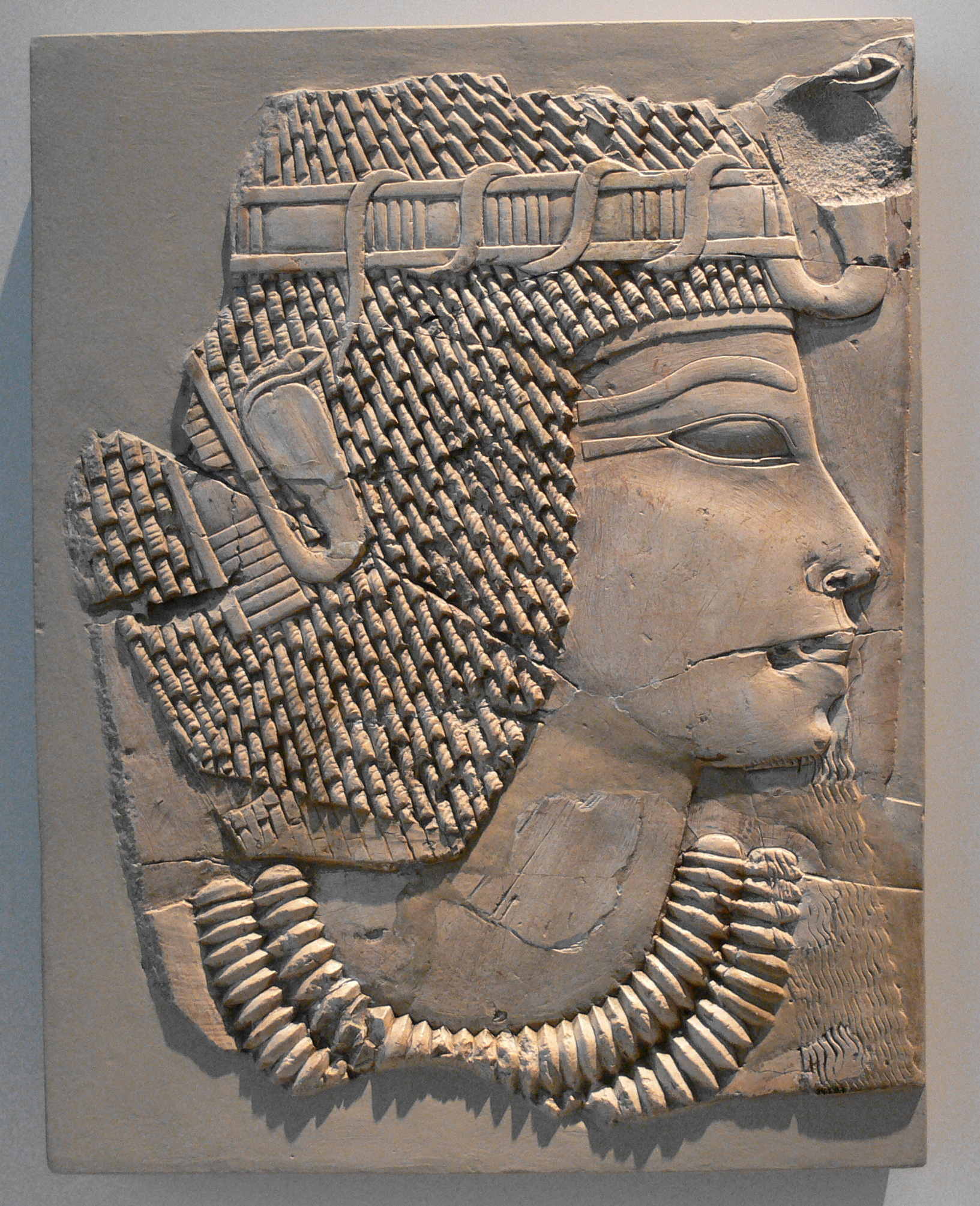
Аменхотеп III у перуці ібес із діадемою сешед
Сопдет із червоною пов'язкою сешед